# Joris Teepe
Joris Teepe (geb. Den Haag) is een Nederlandse jazz-contrabassist, componist, arrangeur en bigband-leider. Hij speelt hedendaagse jazz, bebop en free jazz.

## Biografie
Teepe studeerde aan het conservatorium in Amsterdam. In 1992 ging de (linkshandige) bassist naar New York, waar hij in 1993 zijn eerste plaat opnam als leider, met de Amerikaanse tenorsaxofonist Don Braden als mede-leider, met als sidemen trompettist Tom Harrell, pianist Cyrus Chestnut en Carl Allen op drums. Van vrijwel dezelfde groep kwam in 1996 een tweede album uit. Hierna speelde en nam hij op met verschillende groepen: een trio (the Intercontinental Jazz Trio, met Shingo Okudaira en Tim Armacost) en groepen, waarin vrijwel altijd Don Braden aanwezig was. Ook Randy Brecker en bijvoorbeeld Chris Potter speelden in zijn bands.
In 2000 werd hij de bassist van de band van drummer Rashied Ali (vooral bekend als drummer van John Coltrane) en hij bleef in de band tot de dood van ali in 2009. Teepe toerde met Rashied Ali over de hele wereld en nam 5 albums met hem op. Tussen 2004 en 2014 toerde hij ook veelvuldig met jazzlegendes Benny Golson en later met Sonny Fortune.
In de afgelopen jaren is hij met grotere (big-)bands gaan werken: het Groningen Art Ensemble (met naast Braden onder meer drummer Ralph Peterson, trompettist Brian Lynch en trombonist Conrad Herwig) en de Joris Teepe Big Band. Veel nummers die hij speelt en opneemt zijn eigen composities, maar ook bewerkt hij materiaal van anderen. Zo arrangeerde hij muziek van Duke Ellington, Billy Strayhorn en John Coltrane. De laatste jaren schrijft hij ook werken voor grotere groepen en zelfs symfonie-orkesten. 
Teepe is tevens actief als sideman, arrangeur en producer voor andere musici. Hij werkte onder meer samen met Joey Berkley, Ron Jackson, Darrell Grant, Antonio Ciacca, Mathilde Santing, Deborah Brown en Fay Claassen. Teepe is verder actief in jazz-educatie: hij was hoofd van de afdeling jazz van het Prins Claus Conservatorium in Groningen van 2001 tot 2017 en gaf bijvoorbeeld basles aan Queens College (2000-2012) en de New Jersey Performing Arts Center (2001-2011).

## Discografie as a (co)leader
- Pay As You Earn, Mons, (1994)
- Bottom Line, Mons, (1996)
- Live at the Bimhuis, Via Records, (1997)
- Seven Days A Week, Via Records, (1998)
- Firm Roots, Via Records, (1999)
- For Adults Only, Arkadia Records, (2000)
- Jazz In Jazz Out (Groninger Art Ensemble), Planet Arts, (2003)
- Going Dutch, Twinz Records, (2004)
- Brotherhood, (2004)
- We Take No prisoners (Joris Teepe Big Band), Challenge Records, (2009)
- A Beautiful Friendship, self-released by the Prins Claus Conservatorium (2012)
- Workaholic, Unseen Rain Records (2014)
- Evidence, Timarm Music (2015)
- Conversations, Creative Perspective Music (2017)
- In the Spirit of Rashied Ali, Jazztribes Records (2018)
- The Brooklyn Sessions, Jazztribes Records (2019)
- In the Spirit of Herbie Hancock, O.A.P. Records (2020)
- When will The Blues Leave, Dox Records (2021)
- Chemistry, Creative Perspective Music (2021)
- Dutch Connection, Zennez Records (2023)
- The American Dream Today, Planet Arts (2024)